# Tre mand og en baby
Tre mand og en baby (eng: Three Men and a Baby) er en amerikansk komediefilm fra 1987 instrueret af Leonard Nimoy og med Tom Selleck, Steve Guttenberg, Ted Danson og Nancy Travis i hovedrollerne. Filmen er et remake af den franske film Trois hommes et un couffin. Filmen blev efterfulgt af Tre mand og en lille dame.

## Medvirkende
- Tom Selleck
- Steve Guttenberg
- Ted Danson
- Nancy Travis
- Margaret Colin
- Alexandra Amini
- Francine Beers
- Lisa Blair
- Michelle Blair
- Philip Bosco
- Barbara Budd
- Michael Burgess
- Claire Cellucci
- Eugene Clark
- Derek de Lint
- Jacob Strackeljahn
- Jeff Kingsley